# Евергрін (Алабама)
Евергрін (англ. Evergreen) — місто (англ. city) в США, в окрузі Конека штату Алабама. Населення — 3520 осіб (2020).

## Географія
Евергрін розташований за координатами 31°26′35″ пн. ш. 86°57′36″ зх. д. / 31.44306° пн. ш. 86.96000° зх. д. (31.442997, -86.959904). За даними Бюро перепису населення США у 2010 році місто мало площу 40,87 км², з яких 40,41 км² — суходіл та 0,46 км² — водойми.

## Демографія
Згідно з переписом 2010 року, у місті мешкали 3944 особи в 1629 домогосподарствах у складі 1051 родини. Густота населення становила 96 осіб/км². Було 1912 помешкання (47/км²).
Расовий склад населення:
| - 62,4 % — чорних або афроамериканців - 34,8 % — білих - 0,2 % — корінних американців - 0,2 % — азіатів - 1,7 % — осіб інших рас |

До двох чи більше рас належало 0,7 %. Частка іспаномовних становила 2,3 % від усіх жителів.
За віковим діапазоном населення розподілялося таким чином: 28,8 % — особи молодші 18 років, 56,3 % — особи у віці 18—64 років, 14,9 % — особи у віці 65 років та старші. Медіана віку мешканця становила 35,4 року. На 100 осіб жіночої статі у місті припадало 85,5 чоловіків; на 100 жінок у віці від 18 років та старших — 77,6 чоловіка також старших 18 років.
Середній дохід на одне домашнє господарство становив 32 981 долар США (медіана — 18 661), а середній дохід на одну сім'ю — 37 274 долари (медіана — 23 145). За межею бідності перебувало 52,6 % осіб, у тому числі 73,9 % дітей у віці до 18 років та 22,4 % осіб у віці 65 років та старших.
Цивільне працевлаштоване населення становило 919 осіб. Основні галузі зайнятості: роздрібна торгівля — 19,8 %, освіта, охорона здоров'я та соціальна допомога — 18,6 %, виробництво — 14,8 %, мистецтво, розваги та відпочинок — 12,1 %.